# Guaimario II di Salerno
Guaimario II (talvolta chiamato il Gobbo) (fine del IX secolo – 4 giugno 946) è stato un principe longobardo, principe di Salerno dal 901 al 946.

## Biografia
Divenne principe di Salerno nel 901, anno in cui suo padre si ritirò (o fu costretto a farlo) in monastero, dove rimase fino alla sua morte. Figlio di Guaimario I e Itta (capostipite della famiglia Giffone), fu associato al trono da suo padre a partire dall'893. È a lui che si deve la grande fioritura del Principato: restaurò il palazzo principesco, fece edificare il campanile accanto alla chiesa palatina di San Pietro (920), reintrodusse il conio di monete d'oro.
Nell'895, durante la prigionia di suo padre ad Avellino, resse da solo le sorti del principato e fu il vero protagonista della repressione della rivolta filo-napoletana scoppiata contro suo padre Guaimario col supporto di Atanasio II di Napoli. Dopo il ritiro in convento del padre, dispotico e impopolare, Guaimario II poté accedere all'esercizio totale del potere.
Al principio del suo regno tenne saldi i rapporti di alleanza con i Bizantini, dai quali ricevette nel 903 il titolo di patrikios, emulando in tal modo suo padre che aveva ricevuto i titoli di patrizio e protospatario. Allo stesso tempo si fece alleato di Capua, successivamente annessa al Principato di Benevento, sposando in seconde nozze Gaitelgrima, figlia di Atenolfo I. Dal primo matrimonio ebbe invece Rotilda, che diede in moglie ad Atenolfo III, nipote di Atenolfo II e figlio di Landolfo I di Benevento. Il suo primo matrimonio suscita molto interesse soprattutto perché da questa unione sarebbe nato un figlio, chiamato anch'egli Guaimario. Proprio all'esistenza di questo figlio si deve il fatto che la successione dei principi di nome Guaimario sia stata rinumerata: in base a questa revisione degli ordinali, Guaimario III sarebbe Guaimario IV e Guaimario IV diventerebbe Guaimario V.
Anche Guaimario II partecipò alle guerre contro i musulmani, alle quali sia il padre che il nonno avevano preso parte, anche se in maniera molto marginale. Egli combatté nella battaglia del Garigliano del 915, dove le forze unite di Gaeta, Napoli, Capua, Benevento, Salerno, Lazio, Spoleto, Roma e anche dell'Italia bizantina sconfissero i musulmani della cosiddetta Colonia del Garigliano.
Nel 929 Guaimario ritirò la propria alleanza con Bisanzio, contro cui mosse guerra in appoggio a Landolfo I di Benevento. In base agli accordi presi, Guaimario e Landolfo attaccarono unitamente la Puglia, le cui conquiste andarono a Landolfo, e la Campania, da cui Guaimario ottenne nuovi territori. Ma l'alleanza fra i due principi si rivelò ben presto un insuccesso, al punto che Landolfo cambiò strategia e chiamò a proprio sostegno il duca Teobaldo di Spoleto. Anche quest'alleanza risultò fallimentare e fu rotta intorno al 930. Guaimario tornò allora dalla parte dei bizantini, persuaso a questo passo dal protospatario Epifanio.
Guaimario fu un principe molto religioso. Fece laute donazioni al monastero di San Massimo, fondato dal nonno Guaiferio, e negli ultimi anni della sua vita sovvenzionò anche i riformatori cluniacensi. Nel 943 associò al trono Gisulfo I, il figlio avuto dal secondo matrimonio. Alla morte di Guaimario II, avvenuta il 4 giugno 946, Giusulfo I gli successe sul trono.